# Charles Butterworth
Pour les articles homonymes, voir Butterworth.
Charles Butterworth est un acteur américain, né le 26 juillet 1896 à South Bend (Indiana), mort accidentellement le 13 juin 1946 à Los Angeles (Californie).

## Biographie
Au théâtre, à Broadway, Charles Butterworth joue dans deux comédies musicales, quatre revues et une pièce, entre 1926 et 1946.
Au cinéma, il apparaît dans 45 films (notamment musicaux) de 1929 à 1944.
Une étoile lui est dédiée sur le Walk of Fame d'Hollywood Boulevard.

## Théâtre (à Broadway)
- 1926-1927 : Americana, revue, musique de Con Conrad et Henry Souvaine, livret de J.P. McEvoy, musique et lyrics additionnels de George et Ira Gershwin, Philip Charig, Morrie Ryskind
- 1927 : Allez-oop, revue, musique de Charig et Richard Myers, lyrics de Leo Robin, livret de J.P. McEvoy, avec Madeline Fairbanks, Victor Moore
- 1928-1929 : Good Boy, comédie musicale, musique et direction musicale de Herbert Stothart, lyrics de Bert Kalmar et Harry Ruby, livret d'Otto Harbach, Oscar Hammerstein II et Henry Myers, chorégraphie de Busby Berkeley, avec Edward Buzzell
- 1929-1930 : Sweet Adeline, comédie musicale, musique de Jerome Kern, lyrics et livret d'Oscar Hammerstein II, orchestrations de Robert Russell Bennett, costumes de Charles Le Maire
- 1932-1933 : Flying Colors, revue, musique, lyrics et livret d'Arthur Schwartz et Howard Dietz, avec Clifton Webb
- 1942 : Count Me In, revue, musique et lyrics d'Ann Ronell, livret de Walter Kerr et Leo Brady, orchestrations de Robert Russell Bennett, costumes d'Irene Sharaff, avec Jean Arthur, Gower Champion, Jack Lambert, Robert Shaw
- 1945-1946 : Brighten the Corner, pièce de John Cecil Holm, mise en scène d'Arthur O'Connell

## Filmographie partielle

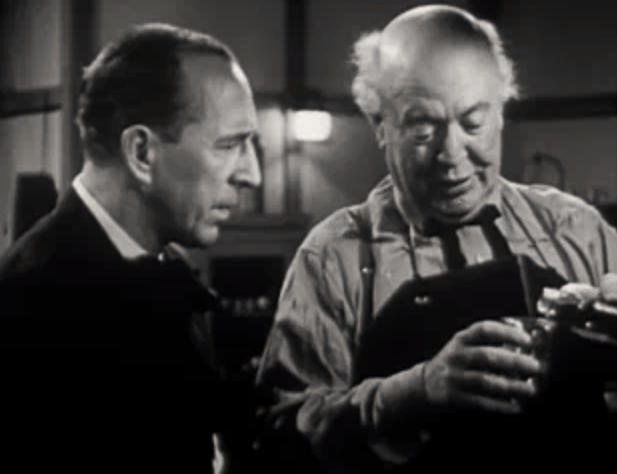
Avec Guy Kibbee (à d.), dans Dixie Jamboree (1944)

- 1929 : Vital Subjects de Joseph Santley
- 1930 : Charivari (The Life of the Party) de Roy Del Ruth
- 1931 : Manhattan Parade de Lloyd Bacon
- 1931 : Side Show de Roy Del Ruth
- 1931 : Le Génie fou (The Mad Genius) de Michael Curtiz
- 1931 : The Bargain de Robert Milton
- 1931 : Illicit d'Archie Mayo
- 1932 : Beauty and the Boss de Roy Del Ruth
- 1932 : Aimez-moi ce soir (Love Me Tonight) de Rouben Mamoulian
- 1933 : The Nuisance de Jack Conway
- 1933 : Penthouse de W. S. Van Dyke
- 1933 : My Weakness de David Butler
- 1934 : Le Retour de Bulldog Drummond (Bulldog Drummond Strikes Back) de Roy Del Ruth
- 1934 : The Cat and the Fiddle de William K. Howard et Sam Wood
- 1934 : Student Tour de Charles Reisner
- 1934 : Hollywood Party, réalisateurs divers, dont Edmund Goulding, Roy Rowland, George Stevens
- 1934 : Souvent femme varie (Forsaking All Others) de W. S. Van Dyke
- 1935 : Le Secret magnifique (Magnificent Obsession) de John M. Stahl
- 1935 : La Chanson de la jeunesse (The Night Is Young) de Dudley Murphy
- 1935 : Baby Face Harrington de Raoul Walsh
- 1935 : Orchids to You de William A. Seiter
- 1936 : Le Diable au corps (The Moon's Our Home) de William A. Seiter
- 1936 : Half Angel (en) de Sidney Lanfield
- 1936 : We Went to College de Joseph Santley
- 1936 : Rainbow on the River de Kurt Neumann
- 1937 : Trompette Blues (Swing High, Swing Low), de Mitchell Leisen
- 1937 : Fifi peau de pêche (Every Day's a Holiday ) d'A. Edward Sutherland
- 1938 : Thanks for the Memory de George Archainbaud
- 1939 : Let Freedom Ring de Jack Conway
- 1940 : The Boys from Syracuse de A. Edward Sutherland
- 1940 : Swing Romance (Second Chorus) de Henry C. Potter
- 1941 : Histoire de fous (Road Show) de Hal Roach
- 1941 : Blonde Inspiration de Busby Berkeley
- 1942 : What's Cookin'? d'Edward F. Cline
- 1942 : Give Out, Sisters d'Edward F. Cline
- 1943 : This Is the Army de Michael Curtiz
- 1944 : Hollywood Parade (Follow the boys) de A. Edward Sutherland
- 1944 : Dixie Jamboree (en) de Christy Cabanne